# Ce vaste monde
Ce vaste monde est un roman de l'écrivain australien David Malouf paru originellement en 1990 sous le titre The Great World et en français en août 1991 aux éditions Albin Michel. Il reçoit, la même année, le prix Femina étranger et le prix Miles Franklin en 1991.

## Éditions
- Éditions Albin Michel, 1991,  (ISBN 9782226054203)
- Le Livre de poche, 1994,  (ISBN 2-253-13513-5).